# توماس مرتون
توماس مرتون (انگلیسی: Thomas Merton; ۳۱ ژانویهٔ ۱۹۱۵ – ۱۰ دسامبر ۱۹۶۸) یک نویسنده و شاعر و عارف کاتولیک اهل ایالات متحده آمریکا بود. ۲۵ سال صمت مطلق داشت. در یک همایش در سن۵۳ سالگی به علت برق گرفتگی درگذشت.